# گوئی‌یلمو اینگلسه
گوئی‌یلمو اینگلسه (ایتالیایی: Guglielmo Inglese؛ ۲۴ نوامبر ۱۸۹۲ – ۱ ژانویهٔ ۱۹۶۲) بازیگر اهل ایتالیا بود.
اینگلسه در ناپل در خانواده‌ای با اصالت آپولیایی زاده شد. در ۲ سالگی به عنوان یک بازیگر کودک روی صحنه رفت و سپس با برخی از مهم‌ترین شرکت‌های نمایش و تئاتر، از جمله شرکتی به رهبری رافائله ویویانی در سال ۱۹۲۰ فعالیت داشت. او تئاتر را رها کرد تا خود را وقف رادیو کند. او اولین حضور خود در سینما را در سال ۱۹۴۸ در سنین بلوغ انجام داد و بیشتر در نقش‌هایی را انتخاب می‌کرد که در آن کارنامه رادیویی خود را تکرار کند. او هم در سینما و هم روی صحنه طرفدار سبک هنرپیشگی توتو بود. او نویسنده چندین نمایشنامه بود.
از فیلم‌هایی که وی در آن نقش داشته است، می‌توان به سه غریبه در رم، خودشه... آره! آره!، توتو تارزان، دو همسری و در پارک اتفاق افتاد اشاره کرد.